# Грейфраєрс Боббі
Грейфраєрс Боббі (англ. Greyfriars Bobby) — собака породи скайтер'єр, який жив у середині XIX століття в Единбурзі. Став відомий тим, що впродовж 14 років охороняв могилу свого господаря аж до своєї смерті. Ця історія відображена у декількох книгах та фільмах, а собаці поставлено пам'ятник в Единбурзі.

## Історія

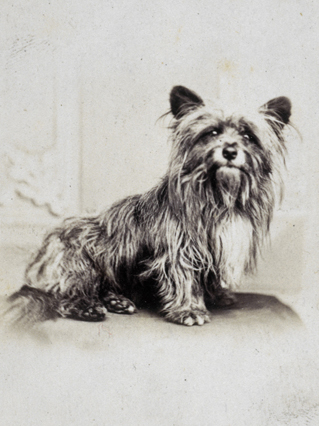
Альбуміновий відбиток (близько 1865), який, як вважають, зображує Грейфраєрса Боббі

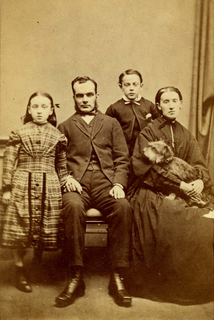
Грейфраєрс Боббі з Джоном Трейлом та його сім'єю, 1868

Боббі належав Джону Грею, який працював нічним сторожем у поліції Единбурга. Боббі слідував за Джоном Греєм, поки той був на роботі. Згідно з записами, поліцейські були зобов'язані мати з собою сторожових собак. Коли Джон Грей помер, його поховали на кладовищі Грейфраєрс при Церкві францисканців в Старому місті Единбурга. Його собака Боббі провів решту свого життя, сидячи на могилі свого господаря. Повідомляється, що Грей помер від туберкульозу 15 лютого 1858 року.
У 1867 році лорд-провост Единбурга сер Вільям Чемберс, який також був директором Шотландського товариства запобігання жорстокому поводженню з тваринами, заплатив за ліцензію Боббі і подарував собаці нашийник, який зараз знаходиться в Единбурзькому музеї.
Протягом 14 років пес просидів на могилі свого господаря. Боббі помер у 1872 році і розтин, проведений професором Томасом Воллі з Единбурзького ветеринарного коледжу, показав, що він помер від раку щелепи. Він був похований у воротах Грейфраєрс, неподалік від могили Джона Грея.
Рік потому англійська меценатка леді Бердетт-Коуттс була зачарована цією історією і встановила питний фонтан, увінчаний статуєю Боббі (роботи скульптора Вільяма Броді) на стику моста Георга IV і Candlemaker Row (навпроти входу в вул. цвинтар), щоб вшанувати його.

## Вшанування

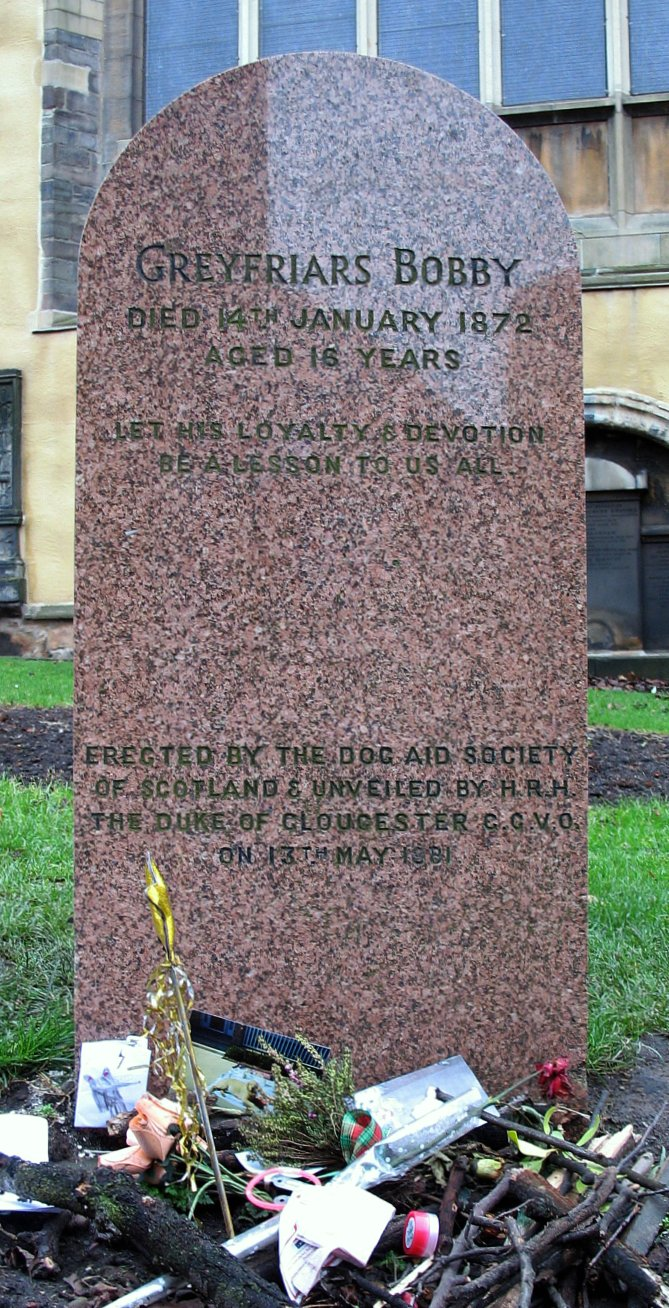
Надгробна плита Грейфраєрса Боббі

- Фонтан Грейфраєрс Боббі зі статуєю Боббі в натуральну величину, створеною Вільямом Броді в 1872 році.
- Greyfriars Bobby's Bar — паб, розташований на Candlemaker Row.[7]
- Надгробна плита Грейфраєрса Боббі була встановлена Товариством допомоги собакам Шотландії та відкрита герцогом Глостерським 13 травня 1981 року. [21] На пам'ятнику написано: «Грейфраєрс Боббі — помер 14 січня 1872 — Йому виповнилося 16 років і нехай його відданість буде уроком для всіх нас».[8]

## У культурі
- Історичний звіт 1902 року «Правдива історія Грейфраєрса Боббі» Генрі Т. Гаттона.
- Роман 1912 року «Грейфраєрс Боббі». Авторка — Елеонора Стекгаус Аткінсон
- Фільм 1961 року «Грейфраєрс Боббі» кінокомпанії «Walt Disney Pictures».[9]
- У лютому 2006 року у Великій Британії вийшов фільм «Пригоди Грейфраєрса Боббі» у ролях з Джеймсом Космо та Крістофером Лі.[10]